# Люди как боги (роман Снегова)
«Люди как боги» (1966—1977) — научно-фантастический роман-трилогия Сергея Снегова. Роман состоит из трёх книг: «Галактическая разведка» (1966), «Вторжение в Персей» (1968) и «Кольцо обратного времени» (1977).
Роман является одним из самых известных произведений Снегова, а также одним из самых масштабных и значительных утопических произведений в советской фантастике 1960—1970-х годов. Сам автор считал это произведение «мягкой» пародией одновременно на «космическую оперу» и на библейские тексты.
В 1984 году за роман «Люди как боги» Сергей Снегов получил литературную премию «Аэлита».

## Сюжет

### «Галактическая разведка» (1966)
Повествование ведётся от первого лица, как мемуары Эли Гамазина, бывшего адмирала звёздного флота.
На Земле — пятый век Коммунистической эры, давно ликвидирована государственная раздробленность, автоматические заводы в изобилии производят все необходимое, включая синтетические продукты питания. От невзгод прошлого остались лишь смутные воспоминания, малопонятные всем, кроме историка Павла Ромеро. У каждого человека телепатическая связь с компьютерами, — любая, даже случайная мысль, может стать достоянием всего человечества, если компьютер сочтет её значимой. Так впоследствии происходит с идеей Эли о строительстве на Земле станции волн пространства. В то же время главный герой, увлёкшись вопросами компьютеру о взаимной семейной пригодности со встреченной девушкой, отмечал, что никто не мог подслушать его запросы: тайна мыслей охраняется строго. Компьютеры оберегают людей от опасных поступков, позволяют навести справку о любом человеке (включая семейное положение, рост, вес, возраст), допускают внушение мыслей другим, — например о личной встрече. Именно так Эли, в начале повествования ещё простой инженер, знакомится со своей будущей женой — Мэри Глан (точнее — она с ним).
Не так давно земляне овладели эффектом превращения пространства в вещество, что сделало возможным межзвёздные полёты в реальном времени. Неподвижный звездолёт уничтожает пространство перед собой и генерирует его позади себя, фактически двигаясь со сверхсветовой скоростью к намеченной цели. Релятивистские эффекты (в частности, замедление времени) при таком перемещении не работают. Обследованы ближайшие к Земле звёздные системы. Найденные цивилизации значительно отстают в своём развитии от Земли. На Оре — созданной людьми искусственной планете в районе Альдебарана, — человечество проводит первую межзвёздную конференцию. Выясняется, что в памяти инопланетян содержится информация о других могущественных цивилизациях, — человекоподобных галактах и Разрушителях (облик Разрушителей неясен). Между галактами и Разрушителями в прошлом бушевали невообразимые войны, объектами уничтожения в которых были уже не люди и механизмы, а целые звёздные системы. Главной задачей конференции на Оре становится получение новой информации о галактах и Разрушителях. Эли и его друзья беседуют с разнообразными инопланетянами, внешний вид которых определяется условиями обитания на родных планетах (каплеобразными, паукообразными, змееобразными). Для представителей каждой инопланетной расы земляне создали на Оре отдельные гостиницы с привычными для них гравитацией, температурой, освещением. У Ромеро вид инопланетян вызывает отвращение, а Эли, напротив, влюбляется в змеедевушку с Веги. Однако быстро убеждается, что далее словесных объяснений их любовь невозможна. У альтаирцев обнаруживается картина с пленными галактами, но те, кто их пленил, не изображены. Андре Шерстюк, друг Эли Гамазина, предполагает, что Разрушители невидимы.
Земляне отправляют два корабля вглубь Галактики для дальнейшей разведки. В звёздном скоплении Плеяды люди, как им кажется, наконец, выясняют облик Разрушителей. Они — существа, похожие на шлем с наростом, — их называют головоглазами. Головоглазы атакуют землян, но тем удается победить, используя индивидуальные силовые поля. Однако, головоглазы — лишь жандармерия Разрушителей. Реальные бойцы Разрушителей действительно оказываются невидимками. Они похищают Андре, Эли удаётся убить невидимку, и тот становится видимым. Невидимка выглядит как голый скелет, нервы и кровеносные сосуды у которого внутри костей, невидимость достигается работой искривителя пространства, в результате чего любые лучи обходят вокруг невидимки. Расшифровав переговоры Разрушителей, земляне обнаруживают, что их связь передаётся быстрее скорости света. У людей таких возможностей на время событий нет. Происходит сражение между эскадрой Разрушителей и двумя звездолётами людей. Оружие Разрушителей — гравитационные удары (нестационарные гравитационные поля). Оружие землян — аннигиляторы, превращающие вещество в пространство. Однако, корабли Разрушителей, двигающиеся со сверхсветовой скоростью, невидимы. Людей спасает то, что для нанесения гравитационных ударов Разрушители вынуждены выходить на досветовой режим. Землянам удается аннигилировать четыре звездолёта Разрушителей, после чего вражеская эскадра уходит из Плеяд.
Решено немедленно вернуть один из звездолётов на Землю, чтобы не рисковать ценнейшей полученной информацией. Второй корабль отправляется в звёздные скопления Хи и Аш Персея, где, как выяснилось, обитают Разрушители. В перелёте Эли постоянно размышляет о способе сверхсветовой связи Разрушителей и открывает волны пространства — возмущения метрики, способные переносить информацию практически мгновенно. Используя волны пространства, земляне монтируют на звездолёте локатор и передатчик, — теперь они видят и в сверхсветовой области. В скоплении Хи Персея люди обнаруживают, что не контролируют путь звездолёта. Разрушители каким-то образом меняют метрику пространства, делая его неевклидовым, и в результате трасса полёта искривляется. Ольга Трондайк, командир звездолёта, разрабатывает план прорыва — аннигилировать одну из планет, ворваться во вновь сотворенное пространство, метрикой которого Разрушители управляют ещё не полностью, и через него выйти из скопления. Прорыв удаётся, но Разрушители успевают нанести по звездолёту гравитационные удары. В результате Эли Гамазин получает тяжёлое ранение, впадает в кому, из которой выходит только при подлёте к Оре.
Человечество решает начать войну против Разрушителей. На Земле Эли вновь встречается с Мэри Глан, которую Ромеро приглашает на пикник по случаю праздника Первого снега. На пикнике гости пьют настоящее (не безалкогольное) вино и жарят шашлыки из настоящей (не синтетической) баранины. Эли хочет увезти Мэри с пикника, между ним и Ромеро вспыхивает ссора, едва не перешедшая в драку. Однако конфликт улажен. На Оре формируется флот для кампании в Персее. Перед отлётом на Ору Эли зовет лететь с ним и Мэри Глан, фактически делая ей предложение. Девушка соглашается.

### «Вторжение в Персей» (1968)
Продолжение мемуаров Эли Гамазина.
Эли Гамазин и Мери Глан — теперь супруги. На Оре у них рождается сын Астр. Биолог Луси́н демонстрирует своё последнее творение — огнедышащего дракона Громовержца. Драконов, как и пегасов, решено взять в поход. Эли Гамазин назначен адмиралом флота. Мери настаивает на участии в походе вместе с сыном, после долгих уговоров Эли соглашается. Флотилия прибывает в Персей. Флагманом адмирала является звездолёт «Волопас». Однако разрушители, искривляя метрику пространства, не пускают флот вторжения в скопление, — флотилию выбрасывает наружу. Гамазин разрабатывает план прорыва: сначала весь флот штурмует барьер неевклидовости, — Разрушители вынуждены полностью задействовать свою энергию; затем, пользуясь этим, три звездолёта, включая «Волопас» прорываются в другом месте, открывая путь остальным.
Командование флотом передано Аллану Крузу. Мери с сыном наотрез отказывается расстаться с мужем. Прорыв трех звездолётов удается, но флот Аллана отброшен. Пытаясь покинуть скопление, земляне применяют медленную аннигиляцию (сначала планетоподобного тела, потом двух своих звездолётов). Попытка безрезультатна, однако этот прием пригодится флоту Аллана, о чём Гамазин и отдает свой последний приказ.
Разрушители предлагают «Волопасу» сдаться. Все предпочитают погибнуть в сражении, однако адмирал настаивает на сдаче в плен, мотивируя своё решение возможностью прямого контакта с Разрушителями и продолжением разведывательной миссии. На плененном «Волопасе» появляется Орлан, командующий флотом Разрушителей, Разрушитель Первой Имперской категории. Он, как и другие представители «высшей» у Разрушителей расы, человекоподобный, однако обладает привилегией менять облик. На Никелевой планете пленников выводят из звездолёта и помещают в специальных помещениях, причем обустроенных и для драконов, и для пегасов. Орлан передает Эли человека Андре (захваченного ещё во время боев в Плеядах), однако выясняется, что тот умалишённый. Впоследствии Андре придет в себя и будет играть важную роль в войне против Разрушителей. Он расскажет, что, попав в плен, с ужасом ждал допросов и пыток. Чтобы их избежать, он решил сам себя свести с ума, сосредоточив абсолютно все мысли на предмете, заведомо неизвестном Разрушителям, — сереньком козлике из детской песенки.
Великий Разрушитель — глава Империи — предлагает Человечеству союз для совместного владения Галактикой. Эли настаивает на прямой трансляции их переговоров на всю Империю, на что Великий нехотя соглашается. Во время переговоров Великий сообщает о цивилизации рамиров, значительно более могущественной, чем люди и Разрушители. Однако, рамиры заняты перестройкой ядра Галактики и более их ничто не интересует. Эта информация оказывается наиболее значимой для землян. Эли отказывается от союза, Великий обрекает его на желание недостижимой смерти. По возвращении в камеру пленников Эли заключен в невидимую силовую клетку, он обречен на муки голода и жажды. Адмирал сравнительно легко переносит мучения, поскольку знает, что согласно неумному приговору Великого, смерть ему не грозит. Его посещают странные сны, то он оказывается в зале с куполом и пугающим шаром в центре, то присутствует на совещаниях у Великого, где доклады Разрушителей проходят в самых причудливых формах (они растекаются, взрываются, смердят). Во время последнего из снов Эли узнает о неполадках на Третьей планете, приведших к опасному для Разрушителей вклиниванию флота землян в скопление, об ужасном биологическом оружии галактов, о том, что пленников решено эвакуировать на Марганцевую планету, подальше от места возможных боев (и, очевидно, во избежание риска силового вызволения из плена). На следующий день поступает приказ об эвакуации на Марганцевую, Эли разрешено пить и есть.
Землян помещают на «Волопас» вместе с отрядом Разрушителей во главе с Орланом. Внезапно пространство искривляется так, что звездолёты конвоя, весь внешний мир, все прочие звезды исчезают. Орлан говорит, что их несет на Третью планету и что нужно как можно быстрее достичь Станции Мировой Метрики, с которой не удается связаться. Начинается изнурительный переход к Станции по областям высокой гравитации. Во время него умирает Астр. Люди готовят и начинают восстание, однако оказывается, что оно не секрет для Разрушителей — часть их, включая самого Орлана и командира невидимок Гига, переходят на сторону людей. После победы Орлан рассказывает, что в результате диалога Великого с адмиралом Гамазиным многие Разрушители, как и он сам, усомнились в правильности имперской политики. Именно по инициативе Орлана в мозг Эли транслировались «вещие сны». Люди и их новые союзники начинают штурм Станции Метрики. Важную роль в нём играют способные летать драконы и пегасы. В итоге Станция взята, но в бою смертельно ранен дракон Громовержец. Войдя в помещение Главного Мозга Станции, Эли узнает тот самый зал с шаром, что был в его снах. Главный Мозг Станции, специально извлеченный из организма пленного галакта и натренированный для управления метрикой пространства, оказался мечтателем, он представлял себя различными обитателями Вселенной. Когда в Персее впервые появился звездолёт людей, у него возникла надежда. Сейчас он согласен променять своё вечное неподвижное существование на пусть краткую, но полноценную биологическую жизнь. Эли и Лусин договариваются с Мозгом о пересадке его в тело дракона Громовержца. При этом он сохраняет разум и способность говорить. Мозг выбирает себе новое имя — Бродяга.
Пространство вокруг Третьей планеты раскручено, обнаруживается концентрация огромного флота Разрушителей в районе будущего прорыва эскадры Аллана. Орлан предлагает обратиться за помощью к галактам. Начинаются переговоры. Выясняется, что галакты живут неограниченно долго, заменяя свои органы искусственно выращенными. Вот почему они, бессмертные, панически боятся гибели, следовательно, и войны. В легендах галактов сохранилась память о рамирах — творцах планет. Когда рамиры переселились в ядро Галактики, все звёздные системы Персея перешли к галактам. Разрушителей тогда ещё не было, потому что галакты сами их и создали. Это были сервы, которых наделили разумом и способностью размножаться, сотворив, однако, однополыми, дабы уберечь от душевных мук любви. Из-за этого вместо симпатий к ближнему у них развились самообожание и эгоизм. Под предлогом освоения новых миров, сервы переселились на пустующие планеты и начали войну против своих создателей. В настоящее время Разрушители полностью господствуют в этой области Галактики, но на своих планетах галакты в безопасности, поскольку защищены оружием, неотвратимо поражающим все живое.
Галакты демонстрируют людям и их союзникам одно из биологических орудий — астероид, внутри которого живое ядро. Аналогичными орудиями оснащены звездолёты галактов. Направленное излучение ядра, которым галакты научились управлять, проникает сквозь любые преграды, уничтожая любую жизнь. Прорваться к планетам галактов Разрушители не могут, но и галакты не могут направить своё излучение на планеты Разрушителей, поскольку именно для борьбы с этим и созданы Станции Метрики. В последней большой войне Станция Метрики искривила пространство так, что биологические лучи галактов обрушились на их же планеты. После этого галакты отказались от активных боевых действий и оказались заблокированы в своих звёздных системах. Убеждая галактов помочь, Эли Гамазин произносит страстную речь, в которой пугает их перспективой прорыва звездолётов-автоматов Разрушителей, лишенными биологичности, а затем ужасами смерти и плена. Галакты соглашаются вступить в войну. Их флот, командование которым они поручают адмиралу Гамазину, направляется в район прорыва кораблей Аллана. Происходит генеральное сражение, подробности которого мемуарист не описывает, отсылая читателя к отчетам Ромеро. Одержана полная победа: Разрушители потеряли треть своего флота, остальной их флот рассеян, объединенный флот людей и галактов потерь не понес. Гамазин говорит о новой задаче — экспедиции в ядро Галактики для контакта с загадочной могущественной цивилизацией рамиров.

### «Кольцо обратного времени» (1977)
Текст вновь представляет собой воспоминания Эли Гамазина. Причём вначале автор сообщает, что осознает всю вину и несет всю ответственность за вероятную гибель экспедиции и диктует записи в надежде, что они каким-то чудом дойдут до Земли.
Мемуары начинаются с получения сообщения о гибели экспедиции Алана Круза и Леонида Мравы в ядро Галактики, предполагается, что против неё велись боевые действия, замаскированные под диковинки природы (хищные планеты, таинственные лучевые удары). На похоронах Эли вновь встречает старых друзей: Ромеро, Лусина, демиургов (так теперь именуют разрушителей) Орлана и Гига, вдову Леонида Ольгу с её взрослой дочерью Ириной. Решено послать вторую экспедицию в ядро Галактики, её командиром назначен Олег Шерстюк, сын Андре. Гамазину предложена должность научного руководителя. Его жена Мери, как всегда, неразлучна с мужем. Эли берёт в экспедицию дракона Бродягу (бывшего Главного Мозга Станции Метрики Пространства). Тот состарился, но не жалеет о потерянном бессмертии, испробовал все радости жизни и готов спокойно встретить смерть. Руководит техническим оснащением звездолётов инженерный гений — демиург Эллон. Мери говорит мужу, что заметила, что Ирина влюблена в Эллона, а это может создать проблемы в экспедиции. Эли парирует, ссылаясь на личный опыт молодости, что любовь к инопланетянам безопасна, ибо бесперспективна.
При проходе через пылевые облака, закрывающие Ядро, экспедиция встречает поглощающую пыль планету-хищницу, которую отбрасывают генераторами метрики, видит удар луча колоссальной силы по одной из звёзд — аналог тех лучей, что погубили экипажи Аллана, только несравненно большей мощности. Если лучи — оружие рамиров, то защиты от них нет. Тем не менее, на совещании командиров решено продолжать полёт к Ядру. Звездолёты проходят через шаровое звёздное скопление с наличием планет с идеальными условиями для биологической жизни, однако, абсолютно стерильными. «Рай на экспорт», по определению Гамазина. Все такие скопления отдаляются от Ядра, оно как бы «испаряется» ими. Если экспортеры — рамиры, то какой же невообразимой технологической и индустриальной мощью должна обладать их цивилизация?
Экспедиция наблюдает гравитационный коллапс одной из звезд и тут видит нечто невероятное — летящий из чёрной дыры звездолёт. В нём обнаруживают шесть инопланетян, из которых жив лишь один. Он имеет вид двенадцатиногого паука (Ромеро даёт его расе название «араны»). Аран телепатически свободно общается со всеми, читает мысли. Оан, как он просит себя называть, рассказывает, что они — беглецы из Гибнущих Миров, которые поражены страшной болезнью — раком времени. Поэтому они пытались через коллапсар выбраться в любое другое время. Когда-то араны были могущественной цивилизацией, но явились Жестокие Боги, — они взбаламутили звёзды, заставив их истекать пылью, которая затянула всё пространство. Араны создали корабли-автоматы, собирающие пыль и превращающиеся по мере её накопления в планеты-хищники. Но неведомые пришельцы вышвырнули планеты-чистильщики неизвестно куда. Жестокие Боги поразили звёздную систему аранов раком времени, оно начало разрываться внутри механизмов и живых существ: одни части и органы жили в прошлом, другие — в будущем. Цивилизацию аранов постиг глубокий регресс — она выродилась в религиозные секты Ускорителей конца, предпочитающих смерть мучениям от Жестоких Богов, и Отвергателей конца, мечтающих предотвратить гибель и выкравших последний звездолёт для полёта к коллапсару. Оан просит экспедицию помочь бедствующим.
В Гибнущих Мирах выясняется, что Ускорители назначили самосожжение, экспедиция принимает решение не допустить его. Это удается, но в результате погибает Лусин. Один из грузовых звездолётов начинает аннигилировать пыль, чтобы расчистить пространство, но вскоре выходит из строя его бортовой компьютер. Оан заявляет, что компьютер поражён раком времени, ибо Жестокие Боги взглянули на экспедицию своим недобрым оком. Олег Шерстюк предлагает аннигилировать одну из безжизненных планет, новосотворённое пространство окажется чистым от пыли. Однако, рамиры (это они — Жестокие Боги?) атакуют первыми: таинственный луч уничтожает готовящийся к удару звездолёт. После катастрофы по инициативе Гамазина созывается секретное совещание командного состава флота. Эли доказывает, что Оан является тайным лазутчиком рамиров, точнее, он и есть рамир, принявший облик арана. Во время допроса Оан проговаривается, сообщая, что целью полёта к коллапсару была попытка овладеть изгибами времени, что открыло бы возможность выводить в прошлое, в будущее, в боковые «сейчас», скопления звёзд, гибнущие в ослабевающем времени. Поняв, что раскрыт, рамир начинает исчезать, Эллон успевает поймать его в силовую клетку. Мертвого Оана помещают в консерватор — специальное помещение звездолёта. Вскоре у Гамазина возникает странная привычка приходить туда и беседовать с Оаном, рассуждать вслух.
Для восстановления управления звездолётами решено использовать старую профессию Бродяги. Операцию по пересадке мозга Бродяги должен выполнить Эллон, который обучался этому, будучи разрушителем Четвёртой имперской категории. Эллон отказывается, однако Орлан заставляет его, на несколько минут вновь становясь могущественным вельможей Первой категории. Бывший Бродяга просит не называть его Главным Мозгом, Эли даёт ему имя «Голос». Гамазин предполагает, что рамиры, не позволяя происходить взрывам, допустят медленную аннигиляцию, и оказывается прав: экспедиционный флот начинает медленную аннигиляцию предназначенной для этого планеты силами двух грузовых звездолётов и уходит из Гибнущих Миров. Закончив проход через пылевые облака, экспедиция теперь видит гигантский звёздный костер — ядро Галактики. В нём царит хаос, звёзды движутся слишком близко друг от друга, действуют друг на друга огромными гравитационными силами. О наличии планет в таких условиях нет и речи. Все понимают, что будущее ядра — взаимное групповое столкновение звёзд и колоссальный взрыв. (Галактики с взорвавшимися ядрами землянам известны ещё с XX века. Пример: M87.) Первая попытка вырваться из ядра едва не приводит к гибели: Эллон ранен, Ирина обнимает и целует его, однако, Эллон не понимает смысла её действий. Гамазин наблюдает невообразимое — звёзды проходят друг сквозь друга, не сталкиваясь. Голос объясняет это разрывом во времени (одна звезда была в прошлом, другая — в будущем). Для второй попытки бегства решено аннигилировать один из звездолётов, но его уничтожает луч рамиров. Все в панике, рамиры, оказывается, здесь, в Ядре. Это они не выпускают экспедиционный флот. Разрыв между прошлым и будущим начинает сказываться на психике, большинство «выпадают в прошлое»: Орлан превращается в надменного имперского сановника, Мери упрекает мужа, что тот разлюбил её и бросил, улетев на Ору и в Персей. Тогда Гамазин, чтобы перейти из прошлого в настоящее, идёт в консерватор и начинает диктовать воспоминания.
Эллон изучает свойства времени, экспериментируя с микроколлапсаром. Под жёстким контролем самого Орлана им разработан стабилизатор времени. Время в звездолёте вновь целое, все снова становятся самими собой. Однако, Эллон так и не вышел из прошлого, он считает, что обречён быть служакой четвёртой категории, им вечно будет помыкать Орлан и прочее правительство. Эллон демонстрирует Эли и Олегу готовую машину времени, залезает внутрь и объявляет, что отправляется в прошлое, на Третью планету Персея, захватив с собой Голос — бывший Главный Мозг Станции Метрики Пространства. При попытке вернуть Эллона из прошлого, тот погибает; что стало с Голосом — неизвестно. Ирина в истерике, она объясняет, что Эллон звал её в будущее, во времена, когда земная женщина сможет быть счастлива с демиургом, но сам решил вернуться в прошлое. Воспользовавшись всеобщим замешательством, Ирина входит в машину времени и уносится в будущее. Так далеко, что вернуть её не удается. Помимо этих потерь, Гамазин объявляет экипажу, что обнаружил на звездолёте нового лазутчика рамиров. Эли заявляет, что шпион рамиров — он сам. Он беседовал в консерваторе с Оаном, раскрыл врагам планы выхода из Ядра. Оан не мёртв — он датчик, подслушивающее устройство рамиров. Ромеро оправдывает Эли, ибо рамиры не враги, они просто равнодушны к экспедиции. Рамиры заняты перестройкой ядра, но что тут перестраивать? Надо спасти Галактику от взрыва, вывести все, что можно, за пределы ядра. Рамиры — лесорубы, валящие больные деревья, чтобы сохранить весь лес, а остальные цивилизации — муравьи этого леса. Рамирам не до их, но если муравьи кусают лесорубов, те убивают муравьев.
Самообвинения Гамазина отвергнуты, в очередной беседе с Оаном он в ярости кричит, что теперь время не мёртвое в их руках, и они вырвутся из плена через будущее, прошлое, время кривое, время перпендикулярное. Великое открытие сделано! В Ядре, из-за огромной гравитации, время двумерное, именно это создает его разрывы, которые, на самом деле, изгибы, и предотвращает столкновения звезд. Используя гениальную конструкцию машины времени Эллона, звездолёт искривляет время, постепенно увеличивая угол уклонения. Эли поправляет теорию Ромеро — рамиры заинтересовались опытами Эллона и специально заразили экспедицию раком времени, повысив её статус с муравьев до подопытных кроликов. Однако, Гамазин не согласен и на такое. В последней беседе с Оаном он сравнивает рамиров — мыслящую мёртвую материю, когда-то в Персее бывшую планетами, а здесь принявшую облик звёзд, с биологической жизнью. Эта жизнь ничтожна по массе, но не по силе воздействия на природу. Она стремительно развивается, она — молодость мира — будущее Галактики. Эли просит рамиров, или, как он догадывается, объединённый звёздный разум единого рамира, чтобы Оан исчез в знак понимания его тезисов. Так и происходит в конце повествования. Звездолёт выходит из ядра Галактики в районе Гибнущих Миров и возвращается в своё время на один земной год позже, чем они были там впервые. Путь контакта: от неприятия — к дружелюбию, пройден.

## Персонажи

### Люди
- Эли Гамазин — главный герой повествования. Выпускник школы в Гималаях, тугодум и шутник. В первой части романа — секретарь своей старшей сестры Веры, член экипажа «Пожирателя пространства». Во второй — адмирал человеческой флотилии, направленной в Персей, командующий объединёнными флотами людей и галактов. В третьей — научный руководитель экспедиции в ядро Галактики.
- Андре Шерстюк — выпускник школы в Гималаях, очень близкий друг Эли. «Генератор идей». Очень любит менять свою внешность. Женат на Жанне, которая позже родит ему сына Олега. В первой части сочинил симфонию «Гармония звёздных сфер», где помимо музыки на слушателя воздействовали изменением температуры и гравитации. Симфония провалилась с оглушительным треском. Принял участие в походе на Плеяды, где его похитили разрушители. Во второй части, где Эли с друзьями попадает в плен к разрушителям, Андре предстаёт перед пленниками полностью потерявшим разум. Однако очень быстро восстанавливается и помогает пленникам обрести свободу, а когда люди захватывают одну из станций искривления пространства, Андре принимает на себя руководство этой станцией.
- Павел Ромеро — историк и историограф. Одет по моде XIX—XX веков, носит бородку-эспаньолку и трость. Очень хорошо знает историю Земли. Жених (потом муж) Веры Гамазиной, сестры Эли.
- Луси́н — выпускник школы в Гималаях, биолог, сотрудник «Института Новых Форм», который выводил мифических животных, воздействуя на гены настоящих. Например, из лошадей создал пегасов, а из ящериц — драконов. Говорит Лусин как бы «иероглифами», строит очень короткие фразы из двух-трёх слов, и понять его может только тот, кто хорошо его знает. Очень трепетно относится ко всему живому. Погиб в третьей части романа на Арании при попытке помешать массовой акции самоубийства местных жителей.
- Вера Гамазина — старшая сестра Эли и невеста (потом жена) Павла. Член Большого Совета. Очень красивая женщина, всегда хорошеет в гневе. Любит подолгу стоять у окна, запрокинув голову и положив руки на затылок. Умерла естественной смертью до начала повествования третьей части.
- Мери Глан — жена Эли (со второй части романа). Женщина, не блещущая красотой, но хорошенькая. Увлекается ботаникой и микробиологией, вывела группу бактерий, питающихся металлами и выделяющих водород и кислород. Родила сына Астра.
- Ольга Трондайк — выпускница школы в Гималаях, математик, капитан космического корабля, командующая резервной эскадрой. Всю жизнь любила Эли Гамазина, но вышла замуж за Леонида Мраву. В свободное время любит вычислять.
- Леонид Мрава — выпускник школы в Гималаях, капитан космического корабля, очень резкий и порывистый человек. Жених (потом муж) Ольги Трондайк. Погиб в третьей части.
- Аллан Круз — выпускник школы в Гималаях, капитан космического корабля. Очень высокий человек с громким голосом. По мнению Эли Гамазина, у Аллана всего два состояния: он либо ликует, либо негодует. Погиб в третьей части вместе с Леонидом.
- Эдуард Камагин — член экипажа звездолёта «Менделеев» (помощник капитана), запущенного 400 лет назад, атакованного разрушителями. Из-за эйнштейновского замедления времени, наблюдаемого на околосветовых скоростях, стало возможным встретиться со своими потомками. Капитан одного из космических кораблей. Человек нормального по современным меркам роста, но людям будущего, чей средний рост сильно вырос, кажется маленьким.
- Василий Громан — член экипажа звездолёта «Менделеев» (штурман).
- Олег Шерстюк — сын Андре Шерстюка, внешне очень похож на отца. Командир звёздной эскадры, направленной в экспедицию на Ядро. Влюблён в Ирину.
- Ирина Трондайк — дочь Ольги Трондайк и Леонида Мрава. Характером и внешностью пошла в Леонида. Член экспедиции на Ядро, ассистентка Эллона, влюблённая в своего начальника. После создания коллапсана отправила себя в будущее. Дальнейшая судьба неизвестна.
- Астр — сын Эли Гамазина и Мери Глан, немного похож на отца. «Заразил» жизнью Третью планету разрушителей раствором созданных Мери микроорганизмов, питающихся металлами. Умер в возрасте около 9 лет от действия высокой гравитации на Третьей планете.

### Инопланетяне
- Труб — четырёхкрылый ангел огромных размеров, буян, считающий себя князем. Родом с девятой планеты системы Пламенной B в Гиадах. После стычки с Эли немного утихомирился, а когда все участники покидали Ору, пожелал лететь не домой, а на Землю к людям. Очень сдружился с Эли и Лусином. В бою показал себя прекрасным бойцом. Погиб в Ядре, когда экспедицию поразил рак времени.
- Фиола — очень красивая змея с почти человеческой головой, родом с Веги. Участница звёздной конференции на Оре. В Фиолу влюбляется Эли, но потом быстро остывает.
- Орлан — разрушитель (демиург). Разрушитель Первой Имперской категории, вельможа, приближенный Великого Разрушителя, одним из первых понявший, что философия разрушителей ложна, и активно помогавший Эли во второй части повествования. Сопровождал Эли в экспедиции на планеты галактов. В третьей части помогал добиваться от Эллона выполнения поставленных задач.
- Эллон — разрушитель (демиург). Один из гениальнейших умов, модернизировал оружие, создающее неевклидово пространство, и установил его на кораблях флота в третьей части повествования. Также разработал коллапсар — машину времени. Психически неуравновешен (по мнению галакта Грация, вследствие избытка искусственности в его теле). Рак времени обострил неуравновешенность Эллона, и он погиб при попытке бегства в прошлое.
- Гиг — разрушитель, Невидимка. Развязный и дружелюбный персонаж. Как и все невидимки, прекрасный исполнитель приказов, но слишком скор на принятие решений. Один из первых вместе с Орланом перешёл на сторону Эли и принял его философию (во второй части повествования). Также вместе с Орланом сопровождал Эли в экспедиции на планеты галактов. В третьей части занимался в основном разведкой.
- Тигран — галакт. Вступил в первый контакт с землянами.
- Граций — галакт. Переговорщик, ксеносоциолог, проводил переговоры с землянами от лица галактовой цивилизации. Позже принял участие в экспедиции в Ядро, действуя, как агент мира, а после исчезновения Бродяги принял на себя функции управления кораблями и машиной времени. Довольно легко переносил рак времени.
- Мозг — живой изолированный мозг происхождения галактов. Использовался разрушителями для управления гравитационными установками на Третьей Планете. Активно помогал Гамазину в противоборстве с разрушителями. С согласия Эли, поселился в теле дракона Громовержца (после того, как мозг последнего был поврежден в битве за Третью Планету), чтобы насладиться телесными ощущениями, и назвал себя Бродягой. Но когда в третьей части романа тело Громовержца состарилось, был возвращён в своё прежнее состояние. Управлял кораблями, пока были повреждены МУМ (Малые Универсальные Машины — некий аналог компьютеров, управляют всей техникой и обеспечивают, благодаря сложной системе датчиков, телепатическую связь между людьми). Предположительно, погиб из-за ненависти к нему со стороны Эллона, отправившего его в прошлое.
- Оан — существо, маскирующееся под аранов, жителей планеты Арания. Позже выясняется, что Оан — шпион рамиров.

## Отзывы о романе
Роман Снегова мне очень понравился — молодец он, хоть люди у него даже послабее наших предков — нервные, суматошные, грубые. Но фантазии хоть отбавляй — здорово только ещё пиши.
— Из письма И. А. Ефремова В. И. Дмитревскому, 16 июля 1966 года
Критик Владимир Ларионов называл «самой крутой» вторую книгу романа — «особенно, если прочитать вовремя, в нужном возрасте».

## Публикации

### История создания и публикации
Снегов так описывал мотивы создания своего романа:

Обратился к научной фантастике. Мне хотелось написать то, чему никто не сможет возразить. Я собрал своих родственников и друзей и совершил с ними такое хулиганство: перенёс их на пятьсот лет вперёд… Так появился роман «Люди как боги».
Была ещё одна причина, почему я обратился к научной фантастике. Дело в том, что на Западе эта литература трагична. Она описывает наше будущее как царство монстров. Я же написал роман о светлом будущем человечества.

Издательская судьба романа была непроста — его отвергли подряд четыре издательства. Первая книга романа впервые была опубликована в сборнике фантастики Лениздата «Эллинский секрет» в 1966 году под названием «Люди как боги». Вторая книга вышла через два года в сборнике того же издательства под названием «В звёздных теснинах» (при этом «Вторжение в Персей» было названием первой части второй книги и самого сборника). В 1971 году в Калининграде первые две книги романа вышли отдельным томом в чуть изменённой редакции, а первая книга получила заглавие «Галактическая разведка». В 1970-х была написана третья книга романа, опубликованная в 1977 году. Наконец, в 1982 году все три книги были собраны в одном томе, при этом текст романа был существенно сокращён автором (особенно первые две книги, которые уменьшились более чем на 15 %), чтобы привести его объём в соответствие с требованиями издательства.
Роман переводился на иностранные языки и издавался в Германии, Японии, Польше, Венгрии, Болгарии, Испании, Франции.

### Список изданий

#### Русские издания
1. Сергей Снегов. Люди как боги // Эллинский секрет / Сост. и авт. предисл. Е. Брандис, В. Дмитревский. — Л.: Лениздат, 1966. — С. 22—304. — 518 с. — 65 000 экз.
2. Сергей Снегов. В звёздных теснинах. // Вторжение в Персей / Сост. и авт. предисл. Е. Брандис, В. Дмитревский. — Л.: Лениздат, 1968. — С. 32—305. — 469 с. — 100 000 экз.
3. Сергей Снегов. Люди как боги. — Калининград: Калининградское книжное издательство, 1971. — 464 с. — 30 000 экз.
4. Сергей Снегов. Кольцо обратного времени // Кольцо обратного времени / Сост. и авт. вступ. ст. Е. Брандис, В. Дмитревский. — Л.: Лениздат, 1977. — С. 11—270. — 639 с. — 100 000 экз.
5. Сергей Снегов. Люди как боги. — Л.: Лениздат, 1982. — 719 с. — 50 000 экз.
6. Сергей Снегов. Люди как боги. — Калининград: Калининградское книжное издательство, 1986. — 607 с. — 50 000 экз.
7. Сергей Снегов. Люди как боги. — СПб.: Доваль-Никишка, 1992. — 624 с. — 50 000 экз. — ISBN 5-8308-0015-2. Архивировано 31 мая 2009 года.
8. Сергей Снегов. Люди как боги. — СПб.: Северо-Запад, 1992. — 634 с. — ISBN 5-835-2005-36.
9. Сергей Снегов. Люди как боги. — Армада, 1996. — 528 с. — 20 000 экз. — ISBN 5-7632-0186-8.
10. Сергей Снегов. Сочинения в трёх томах. Т. 1. Люди как боги. — Азбука-Терра, 1996. — 688 с. — ISBN 5-7684-0128-8, 5-7684-0127-X.
11. Сергей Снегов. Люди как боги. — Центрполиграф, 1997. — Т. 1—2. — 10 000 экз. — ISBN 5-218-00526-6, 5-218-00548-7.
12. Сергей Снегов. Люди как боги. — М.-СПб.: АСТ; Terra Fantastica, 2001. — 640 с. — 10 000 экз. — ISBN 5-17-004122-5, 5-7921-0358-5.
13. Сергей Снегов. Люди как боги. — Амфора, 2006. — 864 с. — 5000 экз. — ISBN 5-367-00212-9.
14. Сергей Снегов. Люди как боги. — Амфора, 2006. — 864 с. — 3000 экз. — ISBN 5-94278-988-6.
15. Сергей Снегов. Люди как боги. — Эксмо, 2010. — 736 с. — 4000 экз. — ISBN 978-5-699-44065-8.
16. Сергей Снегов. Люди как боги. — Азбука, 2017. — 636с. — 2000 экз. — ISBN 978-5389-08583-1

#### Немецкие издания
1. Sergej Snegow. Menschen wie Götter. — München: Heyne Verlag, 1972. — 380 с. — ISBN 3453304683. (недоступная ссылка)
2. Sergej Snegow. Menschen wie Götter. — Heyne Verlag, 1978. — 381 с. — ISBN 3453304683. (недоступная ссылка)
3. Sergej Snegow. Menschen wie Götter. — Moskau - Berlin: Verlag Mir - Das Neue Berlin, 1981.
4. Sergej Snegow. Menschen wie Götter. — 1996. — 600 с. — ISBN 3359008383.
5. Sergej Snegow. Menschen wie Götter. — Das Neue Berlin, 2003. — 634 с. — ISBN 3360008383.
6. Sergej Snegow. Menschen wie Götter. — Verlag Neues Leben, 2006. — 608 с. — ISBN 3355017264, 978-3355017268.
7. Sergej Snegow. Menschen wie Götter. — Heyne Verlag, 2010. — 608 с. — ISBN 3453525191.

#### Польские издания
1. Siergiej Sniegow. Dalekie szlaki. — Iskry, 1972. — 540 с.
2. Siergiej Sniegow. Ludzie jak bogowie. — Współpraca, 1988. — ISBN 9788370180836.

#### Венгерские издания
1. Szergej Sznyegov. Istenemberek. — Budapest: Móra Ferenc Könyvkiadó, 1988. — ISBN 9631163032.

#### Японские издания
1. セルゲイ・スニェーゴフ. 銀河の破壊者. — 東京： 東京創元社, 1983. — 417 с. — ISBN 4-488-68201-4. Архивировано 28 ноября 2011 года.
2. セルゲイ・スニェーゴフ. ペルセウス座侵攻. — 東京： 東京創元社, 1984. — 398 с. — ISBN 4-488-68202-2. Архивировано 28 ноября 2011 года.
3. セルゲイ・スニェーゴフ. 逆時間の環. — 東京： 東京創元社, 1985. — 429 с. — ISBN 4-488-68203-0. Архивировано 28 ноября 2011 года.